# Mljet
Mljet  je osmi otok po veličini u Hrvatskoj, jedan od najvećih južnodalmatinskih otoka te ujedno najjužniji i najistočniji od većih hrvatskih otoka. Mljet pripada dubrovačkoj skupini otoka i njezin je najveći otok. Jednako kao i danas, Mljet je svu svoju povijest gravitirao isključivo ovom području. Nalazi se u neposrednoj blizini Dubrovnika, Korčule, Elafitskih otoka, a od poluotoka Pelješca ga dijeli Mljetski kanal.
Zbog jednakog naziva u rimskim, a kasnije u spisima na latinskom jeziku, Mljet je kroz povijest vrlo često bio zamjenjivan otokom Maltom te se danas dvije svjetski poznate legende o brodolomima Homerovog Odiseja te sv. Pavla (bez obzira na navod u Djelima apostolskim 27.39-28.11 u kojem se nedvojbeno kaže kako se brodolom dogodio dok su plovili Adriom i bez obzira na to što na Malti nikad nisu postojale zmije otrovnice, a na Mljetu su istrebljene dovođenjem mungosa) pripisuju većoj i svjetski poznatijoj Malti. Kao podsjetnik da bi drevna Ogigija mogao biti i Mljet, danas na otoku postoje Odisejeva špilja te hrid sv. Pavla kao i zavjetna crkvica u istočnom dijelu otoka. Jednako tako, bez obzira na to što hrvatski kinolozi i povjesničari veterine smatraju kako maltezer potječe s Mljeta, što priznaje većina kinoloških stručnjaka koji se pozivaju na Kalimaha Kirenjanina, Plinija Starijega i Stjepana Bizantinca i to se danas češće pripisuje Malti.
Mljet je otok šarolikog životinjskog svijeta i izvornih šuma alepskog bora, bora pinije i hrasta crnike. Smatra se najpošumljenijim i najzelenijim hrvatskim otokom, čiji je zapadni dio zaštićen kao prvi jadranski nacionalni park, a istočni dio kao rezervat prirodnih rijetkosti.
Većih naselja na Mljetu nema poglavito zbog loše ekonomske razvijenosti otoka što je rezultiralo permanentnim iseljavanjem mlađeg stanovništva. Stanovnici otoka Mljeta zovu se Mljećani i Mljećke (često se krivo navodi izraz Mljećanke). Prema popisu stanovnika iz 2001. godine, 99% stanovnika su Hrvati, 96% stanovnika su katolici te su jedini otočani (uz stanovnike Elafita) koji govore štokavskim narječjem i to ijekavskim govorom.

## Opći podatci
Mljet se nalazi u dubrovačkom arhipelagu i njegov je najveći otok. Površina mu iznosi 100,4 km2. Izduženog je oblika jer je dug 37 kilometara, a širok samo 3 kilometra. Od poluotoka Pelješca ga dijeli Mljetski kanal.  Proteže se u smjeru sjeverozapad – jugoistok. Smatra se najšumovitijim otokom na Jadranu, više od 70% površine je pokriveno šumama, a unutar nacionalnog parka pokrivenost prelazi i 90%, zbog toga i ima nadimak najzeleniji otok Hrvatske.

## Reljef
Mljet se nalazi unutar izobate od 100 metara što pokazuje da je nekoć bio sastavni dio susjednog kopna, kao i svi hrvatski otoci. Reljef otoka ima raščlanjen i vrlo dinamičan izgled. Najviši vrh otoka je Veliki grad (514 m), dok u isto vrijeme mnogi vrhovi prelaze 300 metara. Uzduž otoka postoje mnoge krške udoline (polja) te stotinjak manjih dolova. Oko Mljeta ima više otočića i grebeni.
Litološki sastav Mljeta je prilično jednostavan. Otočni trup je izgrađen od vapnenca i dolomita mezozojske starosti. Neki stručnjaci tvrde kako na Mljetu postoje predjeli s vulkanskim stijenama. Geološki najstariji dijelovi otoka, gornjojurske naslage, se nalaze na relativno uskoj zoni u središnjem dijelu južne obale. Padine nagiba veće od 55 stupnjeva, strmce, nalazi se na jugozapadnoj obali otoka. Skoro su okomiti i izloženi otvorenom moru i velikim valovima koji ih oblikuju abrazivnim djelovanjem. Strme padine najčešće su pokazatelji dubokog mora odmah uz obalu, pa tako neki strmci završavaju tek na 80 m dubine. Na dnu Malog jezera prisutne su dvije duboke jame koje se protežu do dubine od 38 i 50 m. Kao tipični krški otok, Mljet je bogat špiljama i jamama od kojih se dubinom ističe 77 m duboka jama na Brekalcima. U jami Jarač na ponti od Graca kraj Polača nalaze se rijetki sedreni stalaktiti, karakteristični po tome što rastu kalcificiranjem biljaka koje žive na njima. Ovi stalaktiti su prvi put u Hrvatskoj zabilježeni 2007. godine u špilji Galičnjak na jugoistočnom dijelu otoka. Osim kopnenih, brojne su i morske špilje i jame.
Mljetska je obala vrlo razvedena, dok se posebno ističu sjeverozapadne obale (Veliko i Malo jezero, uvale Lastovska i Pomena te zaljev Polače) i jugoistočne obale (Saplunara).

## Klima
Mljet pripada mediteranskom klimatskom području pa su ljeta suha i duga, dok su zime kišovite i blage. Proljetno – ljetno razdoblje je najčešće obilježeno suhim, toplim, sunčanim i vedrim vremenom, dok kiša pada samo u slučaju nevera ili jakog južnog vjetra. U ljetnim mjesecima najčešći je vjetar maestral. Jesensko – zimsko vrijeme je prilično svježe jer znade puhati jaka bura. Kiše su česte zbog izloženosti južnim vjetrovima. Temperatura se rijetko spušta ispod nule, a snijeg u pravilu padne jednom u desetljeću.

## Povijest
Otoci Jadranskog mora po svom prirodnom položaju su oduvijek gravitirali Sredozemlju, ali i neposrednom dinarskom zaleđu, odakle su došli i prvi stanovnici na Mljet.

### Ilirsko stanovništvo na Mljetu
Prvi stanovnici na Mljetu bili su Iliri iz plemena Ardijejaca, koji su, preko luke Prapratno na poluotoku Pelješcu, došli na Mljet prije 4000 godina. Prvi doticaj s Mljetom imali su u lukama Sobra i Okuklje, jer su bile najbliže Pelješcu, ali su također došli u doticaj s lukama Polače i Kozarica. Došavši na potpuno pošumljeni otok, polako su se naseljavali uz izvore pitke vode i uz rubove otočkih dolova. Živjeli su u malenim nastambama sagrađenim od suhozida, dok su ih pokrivali granama makije i bora. Bavili su se stočarstvom, poglavito uzgojem koza i ovaca, lovom i ribolovom. Postepeno su krčili šume, što je primarno bio posao muškog stanovništva, dok je žensko stanovništvo na prokrčenim dijelovima sadilo žito. Živjeli su u manjim i većim plemenima, koji međusobno nisu komunicirali jer su bili pretjerano neprijateljski raspoloženi. Dokaz tome su mnogobrojni ostaci tzv. gradina, koje su služile za obranu od neprijateljskog plemena ili za obranu od zajedničkog nemljetskog neprijatelja. Gradine nikad nisu pronađene u blizini mora, već su sve, bez iznimke, na srednje visokim i lako obranjivim uzvišenjima. Način gradnje i odabir mjesta skoro je identičan za sve pronađene gradine. S jedne strane je neprelazna prirodna barijera, a s ostalih strana su gradili zidove od nekoliko slojeva kamenja, pa se za vrijeme sukoba u gradine moglo skloniti više od 100 ljudi. Na mjestu gradine uvijek je bio dobar pogled na okolicu, najčešće na okolna brda, polja te more. Mnoge su gradine bile okrenute prema Mljetskom kanalu. Ilirsko je stanovništvo bilo gušće naseljeno na sredini otoka i u zapadnom dijelu (na tom je području pronađeno najviše ostataka gradina i grobova, dok ih je na istočnom dijelu mnogo manje.

### Dolazak Grka i Rimljana na Mljet
Prvi povijesni zapisi o otoku Mljetu vezani su za grčke moreplovce, koji su, ploveći prema svojim kolonijama na Korčuli, Visu i Hvaru, sigurno prolazili kroz Mljetski kanal te se sklanjali u mljetske uvale za vrijeme jakih južnih vjetrova. Osim za vrijeme nepovoljnog vremena, Grci su se sklanjali u zaljeve Sobra i Polače zbog izvora pitke vode, koji su bili u blizini morke obale. Materijalnih dokaza o stanovanju Grka na Mljetu nema pa se dâ zaključiti kako Grci Mljet nisu ni naseljavali, već su ga koristili za odmor i kao zaklon od lošeg vremena. Dokaz tome su podmorska nalazišta grčkih amfora u današnjim lukama Okuklje, Sobra i Polače, koja su nastala usred stradavanja brodova u nevremenu ili za vrijeme gusarskih napada lokalnog stanovništva. 
Mljet je pod vlast Rimljana došao 167. godine pr. n. e. kad je ardijejski vladar Gencije zaratio protiv Rima i u tom ratu bio pobjeđen. U to su vrijeme Rimljani osvojili područje do današnje Albanije. Vlast Rima na Mljetu je bila nominalna jer su Iliri i dalje gusarili Mljetskim kanalom. Prve konkretne podatke o Mljetu nalazimo kod rimskog pisca Apijana, koji je opisivao ratove cara Augusta s lokalnim stanovništvom na Mljetu. Apijan u svojem djelu De rebus Illyricis navodi kako je August razorio ilirski grad Melitusu 35. godine pr. n. e. zbog učestalih gusarskih napada na rimsko brodovlje. Pokoravanjem lokalnog stanovništva, Rimljani u zaljevu Polače, tokom 3. stoljeća, počinju graditi impozantnu palaču u kojoj je stolovao rimski upravitelj ovog posjeda. Palača je imala i obrambenu funkciju, o čemu svjedoče dvije jake kule na njezinim krajevima. Uz palaču, tokom vremena, izgrađene su i dvije ranokršćanske bazilike i terme, što ukazuje da je u palači, osim upravitelja, živjelo i svećenstvo i, što upućuje da je Polače u ono vrijeme živjelo i funkcioniralo kao kasnoantički, odnosno ranosrednjovjekovni grad. Stvarajući veze, ponajprije trgovačke, s Ilirima, Rimljani su postepeno potpuno romanizirali lokalno stanovništvo, koje je radilo fizičke poslove za potrebe rimskog stanovništva. Ostaci gatova u podmorju Polača ukazuje na to da su Polače već tada bile trgovačka luka iz koje je brodovlje izvozilo drvo za gradnju i ogrjev, a uvozilo sve što je na Mljetu onda bilo potrebno.

### Mljet u vlasti Neretvanske Paganije
Nakon podjele Rimskog Carstva na Istočno i Zapadno, Mljet je pripao Zapadnom Rimskom Carstvu i ostao njegovim dijelom sve do njegovog konačnog pada te je poslije toga, 493. godine, potpao pod vlast Istočnih Gota. Nakon Justinijanovog pohoda 535. godine protiv Istočnih Gota, Mljet je, zajedno s cijelom Dalmacijom, pripao Istočnom Rimskom Carstvu. Kroz sve ovo vrijeme, Mljet je ostao naseljen, poglavito njegov zapadni dio, ponajprije zahvaljujući rimskoj palači u Polačama, koja je još uvijek pružala mogućnost dobrog življenja i sigurnog zaklona. Doseljenjem Slavena na prostore Dalmacije, na Mljetu zatječu romansko kršćansko stanovništvo, o čemu svjedoče bazilike u neposrednoj blizini palače u Polačama. Dolazak Slavena i Avara na ova područja donosi povijesnu prekretnicu poglavito zato što su razorili sva rimska gradska uporišta pa time i službeno završava rimska vladavina, koja je trajala duže od 800 godina na ovim prostorima. U to vrijeme sve romansko stanovništvo s kopna bježi na otoke pa tako Mljet prima iseljenike iz Narone, Ragusiuma te manjih rimskih mjesta s Pelješca i Korčule. Prema Konstantinu Porfirogenetu u to vrijeme nastaju Sklavinije koje se nazivaju: Duklja, Travunija, Paganija (predio od Cetine do Neretve), Hrvatska i Srbija. Mljet je potpao pod vlast Neretvanske Paganije tokom 7. i 8. stoljeća. Dolaskom na vlast Mihajla II. Mucavca, vlast u Bizantu počinje slabjeti, što Neretvani iskorištavaju za naseljavanje Mljeta. Car K. Porfirogenet, u svom je djelu De administrando imperio napisao kako se Mljet, Korčula, Hvar i Brač nalaze pod vlašću Neretvana, koji tamo žive, drže stoku i od nje žive.
Neretvani na Mljet dolaze preko Pelješca, isto kao i Iliri, a svoje naselje (prvo slavensko naselje na Mljetu) grade iznad današnjeg naselja Maranovići i nazivaju ga Vrhmljeće (kasnije će se spustiti u Okuklje, koje im je do tada služilo kao ribarska lučica, što će rezultirati potpunim gašenjem stare matice u Vrhmljeću). Bave se ratarstvom i stočarstvom, a u polaganim migracijama naseljavaju veliko plodno polje na sredini otoka. Iz te naseobine nastat će, kasnije, Babino Polje, drugo slavensko mjesto na otoku, dok će treće postati Blato, također naseljen zbog izuzetno plodnog tla. Četvrto mjesto postat će Žare, na krajnjem istoku otoka, iz kojeg će se stanovništvo kasnije preseliti u naselje Korita, potpuno nevidljivo s mora i zato vrlo sigurno za život. Slaveni su naseljavali istočni dio otoka, gdje je oslabio utjecaj romanskog stanovništva iz Polača, koje je držalo područje do Crne klade (područje današnjeg nacionalnog parka Mljet) i koje je sve do 11. stoljeća držalo vlast na zapadnom dijelu otoka, usporavajući naseljavanje Slavena. Romansko stanovništvo se krajem 10. stoljeća sukobilo s Neretvanima. Neretvani su dobili bitku, što je rezultiralo potpunim iseljavanjem neslavenskog stanovništva. Polače, kao kontinuirano naseljeno područje od 1. stoljeća, polako zamire te na tom području neće niknuti novo naselje punih sedam stoljeća.

### Vladavina Zahumlja, Duklje i Raške
Kratko nakon pobjede u borbi s romanskim stanovništvom i istjerivanjem istog s otoka, Neretvanska se oblast raspada. Dio njezinog područja pripalo je srednjovjekovnoj državi Hrvatskoj dok su otoci Korčula i Mljet pripali Zahumlju, kojim je vladao knez Ljutovit i u njegovu će posjedu ostati do polovine 12. stoljeća. Ljutovit je za vrijeme svoje vladavine darovao benediktinskom opatu Petru crkvu sv. Pankracija u Babinom Polju i zaprijetio svim stanovnicima otoka i okolice da ni na koji način ne smiju uznemiravati ili ometati benediktince u njihovom posjedovanju crkve i zemlje. U to je vrijeme Ljutovit uživao potporu Bizantske vlasti, ali kad je knez Vojislav pobijedio bizantsku vojsku, automatski je potukao i Ljutovitovu. Zahumlje je izgubilo samostalnost koju je imalo za vrijeme Bizanta i zajedno s Mljetom potpao pod Duklju. Mljet je ostao pod Dukljom i za vrijeme Vojislavovog nasljednika Mihajla (1050. – 1082.), o čemu svjedoči i zavjetna crkvica sv. Mihajla u današnjoj uvali Sutmiholjskoj u kojoj je pronađen predromanički pleter. Pod vlast Duklje tada dolaze Travunija i Raška, a dolaskom na vlast raškog kneza Dese, Mljet je došao pod Rašku vlast. U tom periodu na Mljetu su se odigrali značajni događaji koji će bitno utjecati na njegovu daljnju kulturno – ekonomsku povijest.

### Benediktinska vlast na Mljetu
Benediktinski samostan na Lokrumu, sredinom 11. stoljeća, pod svoju je vlast uzeo benediktinski posjed što ga je knez Ljutovit dao opatu Petru u trajno vlasništvo. Lokrumski benediktinci taj su posjed imali u vlasništvu 200 godina i smatralo se da je najvrijedniji posjed na otoku zbog vrlo plodnih i obradivih površina koje je posjedovao. Zbog kontribucija koje su lokrumski benediktinci dobivali s Mljeta, nipošto se nisu htjeli odreći tog posjeda, što je izazvalo probleme kad su na otok došla trojica benediktinaca pulsanskog reda iz Apulije. Benediktinci Marin, Šimun i Vilim su na otok došli iz Monte Gargana u Italiji te su prvi doticaj s Mljetom imali u uvali Sutmiholjskoj gdje su benediktinci imali svoj posjed. Budući da nikad nije pronađen nijedan ostatak nekog svećeničkog dvora, pretpostavlja se da su odmah po dolasku počeli tražiti mjesto za život te su ga našli na malenom otoku u jezeru na zapadnom dijelu otoka. Taj dio otoka bio idealan za benediktince jer to područje skoro uopće više nije bilo naseljeno, a izvori pitke vode i plodna polja bili su im na dohvat ruke. U sukobu oko posjeda u Babinom Polju izašli su kao pobjednici jer su dobili taj posjed u vlasništvo. Crkvu su izgradili u vrlo kratkom roku jer papa Inocent III. u svojoj buli od 1198. spominje i samostan svete Marije kao svoj posjed. U vrlo kratkom roku izgradili su i samostan uz crkvu, a ispravom srpskog kralja Stefana Nemanjića, posjedi u Babinom Polju postaju vlasništvo samostana Sv. Marija, a u isto vrijeme samostan postaje vazalni gospodar cijelog Mljeta te su u vrlo kratkom roku utvrdili svoju feudalnu vlast na cijelom otoku. Benediktinci su svu hranu proizvodili sami svojim radom, a domaćem su stanovništvu pokazivali kako uzgajati pojedinu kulturu što je uvelike unaprijedilo poljoprivredu na otoku. Osim za gospodarstvo, benediktinci su odigrali veliku ulogu u razvoju pismenosti. Smatra se da je knjižnica samostana na Mljetu pripadala među deset najvećih benediktinskih opatija u cijeloj Dalmaciji. S vremenom benediktinci su postali i crkvena i civilna vlast na otoku.
Posebnom listinom izdanom u Dubrovniku 24. rujna 1345. godine samostan oslobađa sve otočane od svih kontribucija i službi prema opatiji, ali uz godišnji prihod od 300 perpera i jedne kokoši po obitelji. Jačinu i važnost mljetskog samostana pokazuje i činjenica da su svi benediktinski samostani na području Dalmacije, osim onog na Lokrumu, bili podložni samostanu na Mljetu.

### Dubrovačka vlast na Mljetu
Nakon donošenja mljetskog Statuta 1345. godine i nakon oslobađanja otočana od kmetske podložnosti, Dubrovčani su se polako počeli pripremati da što prije uspostave svoju vlast na Mljetu. Diplomatskim su putem, služeći se brojnim smicalima, uspjeli pobuniti lokalno stanovništvo protiv opatije te im pomogli da se riješe njezinog feudalnog gospodstva. Za vrijeme te borbe, Mljećani su primali bogatu pomoć iz Dubrovnika, ali kad su shvatili da dobivaju samo prividnu slobodu i da se njihova vlast sve više steže bilo je prekasno za bilo kakav otpor. Pobuna koju su Mljećani podigli bila je vrlo brzo ugušena te je tada Dubrovnik svoju vlast proširio i na Mljet. Veliko vijeće je 9. rujna 1410. godine donio zaključak o potčinjavanju otoka Mljeta knezu Šipana i Otoka, a 15. studenog 1410. godine Veliko vijeće donosi propise o Mljetu čime je Mljet definitivno postao dio Dubrovačke Republike. Mljet će pod Dubrovnikom ostati sve do ukidanja Republike 1808. godine.

### Mljet u 20. stoljeću
Ukidanjem Dubrovačke Republike, Mljet postaje dijelom Ilirskih provincija, a poslije će na Mljetu vladati Austrija. Poslije Prvoga svjetskog rata Mljet je dio Države SHS, Kraljevine SHS i Kraljevine Jugoslavije (banovine Hrvatske). Tijekom Drugoga svjetskog rata Mljet je okupiran od Nijemaca i Talijana. Stanovništvo s radošću prihvaća novoosnovanu Nezavisnu Državu Hrvatsku, ali se odmah i razočarava jer je Mljet, 14. svibnja 1941. godine, predan fašističkoj Italiji zajedno s velikim dijelom Dalmacije. Tako je, prvi put u povijesti, bio fizički odvojen od svojega prirodnog okružja (zaleđa), jer su Dubrovnik i Pelješac ostali u sastavu NDH. Počinje postupna talijanizacija stanovništva. Na otok se dovode talijanske učiteljice, te djeca umjesto hrvatskoga, uče talijanski jezik. Počinju se ustrojavati prvi partizanski odredi, a 21. travnja 1944. godine izveden je prvi pomorski desant na Mljet. Rat je na otoku završio povlačenjem njemačkih snaga 10./11. kolovoza 1944. godine. Mljet je ponovo dio Hrvatske, isprva kao Federalne Države Hrvatske (u sastavu Demokratske Federativne Jugoslavije), kasnije Narodne Republike Hrvatske (FNRJ) i Socijalističke Republike Hrvatske (SFRJ). Od 8. listopada 1991., temeljem izražene želje hrvatskoga naroda na referendumu o samostalnosti Hrvatske, Mljet je dio demokratske, neovisne i suverene države Hrvatske.

## Stanovništvo
O broju stanovnika otoka u srednjem vijeku nemamo nikakvih službenih zapisa premda se prema zapisima Mljetske kancelarije može zaključiti da je Mljet u 14. i 15. stoljeću bio gusto naseljen na svojoj istočnoj strani, gdje su nastala prva stalna naselja. Zbog seoba stanovnika prema moru i na plodnija područja, naselja su se često gasila, jednako kao i zbog epidemija kuge, koja je nekoliko puta poharala Mljet, odnoseći i po dvije trećine ukupnog stanovništva.
Prvi pravi popis stanovnika na Mljetu izvršila je Dubrovačka Republika 1673. – 1674. kada je Mljet imao 662 stanovnika. Drugi popis stanovnika na Mljetu je izvršen za vrijeme francuske okupacije te je Mljet 1807. godine imao 896 stanovnika. Od 1857. godine na Mljetu je redovito vršen popis stanovnika:
| broj stanovnika | 1330  | 1381  | 1509  | 1623  | 1617  | 1915  | 1934  | 2050  | 2086  | 2054  | 1963  | 1938  | 1382  | 1237  | 1111  | 1088  | 1062  |
|                 | 1857. | 1869. | 1880. | 1890. | 1900. | 1910. | 1921. | 1931. | 1948. | 1953. | 1961. | 1971. | 1981. | 1991. | 2001. | 2011. | 2021. |

### Naselja na otoku
| Naselje                                           | 1971. | 1981. | 1991. | 2001. |
| ------------------------------------------------- | ----- | ----- | ----- | ----- |
| Babino Polje                                      | 660   | 562   | 398   | 336   |
| Goveđari (s Babinim Kućama, Solinama i Njivicama) | 227   | 182   | 179   | 165   |
| Polače                                            | 83    | 87    | 123   | 115   |
| Sobra                                             | 28    | 19    | 68    | 105   |
| Korita                                            | 168   | 115   | 90    | 74    |
| Maranovići                                        | 127   | 73    | 60    | 54    |
| Prožura                                           | 149   | 121   | 78    | 53    |
| Blato                                             | 163   | 91    | 77    | 46    |
| Pomena                                            | 25    | 46    | 50    | 37    |
| Saplunara                                         | 5     | 22    | 32    | 35    |
| Ropa                                              | 29    | 25    | 19    | 32    |
| Kozarica                                          | 27    | 34    | 32    | 28    |
| Okuklje                                           | -     | 12    | 16    | 20    |
| Prožurska Luka                                    | -     | 6     | 15    | 14    |

Prema popisu stanovnika iz 2001. godine na Mljetu živi 1111 stanovnika, što ga svrstava na 17. mjesto među hrvatskim otocima. Gustoća stanovnika je 11.1/km2. Većina se izjašnjava Hrvatima (99%), čiji je materinski jezik hrvatski, te kao katolici (96%), od ostalih vjeroispovjesti na Mljetu ima pravoslavaca, jehovinih svjedoka, evangelista te pripadnika islamske vjeroispovjesti.
Na Mljetu po popisu iz 2011. živi 1 088 stanovnika. Po narodnosti 1 059 su Hrvati (97,33%), 7 Srbi (0,64%), 6 je neizjašnjenih (0,55%), nema Bošnjaka. 1 072 stanovnika izjasnila su se da im je materinski jezik hrvatski (98,53%). Po vjeroispovijesti 1 021 stanovnik je katolik (93,84%), 19 ateisti (1,75%), 8 pravoslavci (0,74%), 0 muslimani.

## Biljni i životinjski svijet
Mljet je bogat vegetacijom, te je preko 70% površine otoka prekriveno šumom, koja se dijeli na dvije velike skupine: šumu alepskog bora i zimzelenu lisnatu šumu hrasta crnike. Uz ova dva tipa šume, javljaju se još makija, garig i kamenjar. Šume alepskog bora, posebno bogate na području NP Mljet tvore najočuvaniji i najljepši tip šume takve vrste na Mediteranu, jednako kao i šume hrasta crnike. Jedina veća autohtona šuma hrasta crnike na Jadranu se nalazi na otoku Rabu (šuma Dundo). U predjelu Saplunare, na istoku otoka, javlja se samonikla šuma pitomog bora, pinja. Taj je dio otoka zaštićen kao rezervat prirodnih rijetkosti. Danas poznatu floru lišajeva otoka čini ukupno 161 vrsta, a najpogodnija staništa su im stari maslinici te neopožarene šume crnike. Značajni su nalazi iz roda Usnea, osobito Usnea rubicunda, kojoj je otok Mljet zasad jedino nalazište u Hrvatskoj. Zabilježene su i svojte iz lišajne sveze Lobarion pulmonariae, koja je vrlo osjetljiva na mikroklimatske promjene i onečišćenje pa može poslužiti kao odličan indikator kvalitete zraka. Od 133 vrste gljiva zabilježene u parku, deset vrsta nalazi se na Crvenom popisu ugroženih gljiva Hrvatske. Ističu se Entoloma reinwaldii, Clitocybe collina, Dermoloma cuneifolium i Dermoloma josserandii.
Od životinjskih vrsta na Mljetu najzastupljenije su kuna bjelica, miš, puh, jež, žaba, obična čančara, mali skakavci, brojne ptice (kos, divlji golub, obični vrabac, velika ušara, galeb, sokol i druge) te bjelouška i sljepić. Do Prvog svjetskog rata na Mljetu je bilo i zmija otrovnica, ali je austrijska šumarija 1910. godina na Mljet dovela nekoliko parova indijskog malog mungosa te su zmije otrovnice potpuno istrebljenje s otoka. Osim mungosa, na Mljet su još dovedeni i jeleni, mufloni, divlje svinje, zečevi, jarebice i fazani. Jedino su se jeleni i divlje svinje uspjeli razmnožiti u dovoljno velikom broju.
Podzemna fauna iznimno je bogata, s pedesetak vrsta beskralješnjaka od kojih je dvadesetak endema. Među zabilježenima su kukci kornjaši, puževi, pauci, lažištipavci, skokuni, jednakonožni rakovi i kosci. Nekoliko vrsta su noviteti za Mljet, Hrvatsku pa čak i za znanost. Ističu se otočni endemi kukci kornjaši gobancov podzemljar (Speonesiotes gobanzi) te Krileova mrvica (Bryaxis krilei), prvi predstavnik ovog roda na Mljetu; puž mljetski špiljski pasjak (Meledella werneri); rakovi mljetska bodljikašica (Cyphodilidium absoloni) i Gamulinov špiljski veslonožac (Speleohvarella gamulini).
Uz obalu se nalaze bogata lovišta plave i bijele ribe, a podmorje je bogato i jastozima, rakovima i hlapovima. Na većim dubinama žive razni koralji, od kojih su najpoznatiji crveni i kameni koralj. Uz vanjske, južne obale Mljeta, prije je bilo stanište sredozemne medvjedice. Na području parka obitava tridesetak parova morskih vranaca koji se hrane isključivo ribom roneći i do 60 m dubine. Na razini ispod 30 m dubine temperatura mora iznosi prosječno manje od 11 Celzijevih stupnjeva tijekom cijele godine, što nije uvjetovano okolnim morem jer dolazi tek do slabog vertikalnog miješanja slojeva. U sloju su nađene stalno povišene vrijednosti hranjivih soli, klorofila, fitoplanktona i zooplanktonskih vrsta. Slična pojava bilježi se samo u dubokim brazdama Sredozemnog mora. Ovo je područje jakih morskih struja i pojave uzdizanja hladnih slojeva mora bogatih hranjivim tvarima iz dubina na površinu. To pogoduje koraligenskim zajednicama, pa se tako nalazi i cijenjeni crveni koralj (Corallium rubrum) kao i šezdesetak drugih vrsta koralja. Kako su osjetljivi na temperaturne promjene koje se zbivaju sve češće, traju sve dulje i zahvaćaju sve dublje slojeve mora, dolazi do odumiranja tkiva i ugibanja koralja.

## Vode
Na otoku postoje tri velika izvora bočate vode (blatine) kod Blata, Sobre i Prožure, koje služe za navodnjavanje polja i kao izvor pitke vode u ljetnim mjesecima jer Mljet još uvijek nije spojen na državni vodovod. U blatinama se zimi stvaraju velika mrjestilišta jegulje. Osim blatina, postoje manji izvori pitke vode, od kojih su najveći u Polačama, u Omanima kraj Sobre te na Vodicama kod Polača i kod Babinog Polja.

## Promet
Zbog relativno malenog broja stanovnika, ali i zbog svog izduženog i uskog izgleda, Mljet nema razgranatu mrežu cesta. Svakodnevne autobusne linije ne postoje, osim jedne povratne linije na brod prema Dubrovniku te jedne povratne školske linije. U ljetnim mjesecima, autobusne linije se ne pojačavaju, već se nadoknađuju privatnim taxi službama.
Mljet je, s druge strane, jako dobro povezan s kopnom. Postoje svakodnevne linije iz Sobre za Dubrovnik i za Prapratno na Pelješcu. U ljetnim mjesecima, Mljet je, preko luke Sobre trajektno i brzobrodski povezan s Pelješcem, Dubrovnikom, Šipanom, Korčulom, Splitom i Barijem u Italiji, dok je preko luke u Polačama povezan s Dubrovnikom, Korčulom i Lastovom.
Helidrom je u planu izgradnje, jednako kao što postoje neke naznake da bi se mogla izgraditi i zračna luka za manje zrakoplove.

## Gospodarstvo
- Maslinarstvo
- Vinogradarstvo
- Ribolov
- Turizam
- Ugostiteljstvo

Zbog svoje bujne vegetacije i odlične pokrivenosti šumama, stanovništvo Mljeta se u početku bavilo sječom drva i njegovim izvozom, dok su na prokrčenim mjestima sadili vinovu lozu i masline, dvije kulture koje su u mnogočemu označile gospodarstvo otoka. Zbog specifičnog položaja, lokalno stanovništvo uz more je svoje gospodarstvo više temeljilo na ribarstvu. U drugoj polovici 20. stoljeća, stanovnici Mljeta se sve manje bave poljoprivredom, a sve se više okreću turizmu i ugostiteljstvu. Mjesta uz more posebno prosperiraju, dok se stanovništvo s kopna u ljetnim mjesecima sve više seli u naselja na moru. Na Mljetu danas postoje tri kampa, mnogo privatnih iznajmljivača i restorana, dok se jedini hotel na otoku, Odisej, se nalazi u Pomeni.
Na području Dubrovačko-neretvanske županije raste oko 750 000 stabala masline, a plodove daje oko 40 autohtonih sorti od kojih su najzastupljenije oblica i dubrovačka bjelica. Na području otoka Mljeta uzgaja se desetak sorti maslina od kojih je šest autohtono. Autohtone sorte su: pačica, resulja, grozdača, pontoguza, krvavica i divljaka.

## Obrazovanje
Na otoku postoji jedna osmogodišnja osnovna škola i nalazi se u Babinom Polju. Također, u Goveđarima postoji i područna škola, ali samo do trećeg razreda pa po završetku istog djeca školovanje nastavljaju u Babinom Polju. Srednjih škola na otoku nema pa većina djece odlazi u srednju školu u Dubrovnik. Zadnjih godina djeca upisuju srednje škole u Splitu te u Zagrebu.

## Spomenici i znamenitosti
- Pješčane plaže i samonikle šume pinja u predjelu Saplunara
- Ostatci crkve svetog Pavla iz ranokršćanskih dana.
- Hrid svetog Pavla
- Kula za nadzor plovidbe Mljetskim kanalom u  Koritima i u Prožuri
- Knežev dvor u Babinom Polju
- Crkva svetog Vlaha u Babinom Polju
- Spomenik palim borcima iz NOB-a u Babinom Polju
- Odisejeva špilja
- Blatine, mala jezera s bočatom vodom u mjestima Prožura, Sobra, Blato i Kozarica
- Rimska palača koje je druga po veličini antička palača nakon Dijoklecijanove.
- ranokršćanske bazilike i ostatci terma s mozaikom ždrala u naselju Polače
- ostatci ilirske utvrde na brdu iznad Velikog jezera
- spomenik prvom desantu na južnom Jadranu u Drugom svjetskom ratu, na Velikom jezeru
- Otočić Sveta Marija s benediktinskim samostanom i crkvom svete Marije
- geomorfološki lokalitet Zakamenica
- Veliko i Malo jezero

## Zanimljivosti
Legenda o Regoču, kojeg je proslavila Ivana Brlić-Mažuranić u svojoj priči, nastala je na Mljetu.

## Književnost i literatura
- Dabelić, I. (2004.) Mljet - zeleni otok, Vjesnik: Zagreb.
- Dabelić, I. (1995.) Nastanak i razvoj otočnih naselja od antike do danas u: MLJET - prirodne značajke i društvena valorizacija otoka Mljeta. Zagreb: HED i dr.
- Gušić, B., Fisković, C. (1980.) Otok Mljet - naš novi nacionalni park. JUNP Mljet: Goveđari.
- Radovinović, R. (1999.) Hrvatski Jadran, Naprijed: Zagreb.
- Zbornik otoka Mljeta (1989.), Dubrovački muzej - Odjel socijalističke revolucije: Dubrovnik.
- Šenoa, Milan. Die Insel Mljet (Meleda). : mit 5 Abbildungen, Sonderabdruck aus der Deutschen Rundschau für Geographie und Statistik, XXXVII, Jahrgang 1914/5., Herausgegeben von Hugo Hassinger, R. Hartleben' Verlag, Wien und Leipzig, 1915., S. 253. – 259. (CIP dostupan u NSK).

## Vanjske poveznice
- Mljet
- Nacionalni park Mljet
- Hrvatska turistička zajednica[neaktivna poveznica]

### Ostali projekti
|  | Zajednički poslužitelj ima još gradiva o temi Mljet |